# Nokerbaatar
Nokerbaatar es un género extinto de mamífero multituberculado eobatárido del Cretácico Inferior de Mongolia. Como puede suponerse por su nombre de especie, probablemente era un animal bastante pequeño; su cráneo mediría unos 2 cm de longitud.